# Samir Hasani
Pour les articles homonymes, voir Hasani.
Samir Hasani, né le 10 février 1999, est un coureur cycliste kosovar.

## Biographie
Au printemps 2016, Samir Hasani s'impose sur le championnat du Kosovo sur route juniors (moins de 19 ans). L'année suivante, il représente son pays aux championnats d'Europe juniors, où il abandonne. Il remporte ensuite le titre national en ligne à deux reprises dans la catégorie espoir (moins de 23 ans),.  
En 2023, il devient champion du Kosovo du contre-la-montre chez les élites. Il participe également aux championnats d'Europe, où il se classe trente-deuxième et dernier de l'épreuve chronométrée.

## Palmarès et résultats

### Palmarès par année
- 2016
  -  Champion du Kosovo sur route juniors
- 2017
  - 2e du championnat du Kosovo du contre-la-montre juniors
  - 3e du championnat du Kosovo sur route juniors
- 2018
  -  Champion du Kosovo sur route espoirs
- 2019
  -  Champion du Kosovo sur route espoirs
  - Kupa Memoriali i Martirëve
  - 2e du championnat du Kosovo du contre-la-montre espoirs
- 2021
  - 2e du championnat du Kosovo du contre-la-montre espoirs
  - 2e du championnat du Kosovo sur route espoirs
- 2022
  - Anamorava Kup Kamenica
- 2023
  -  Champion du Kosovo du contre-la-montre
  - 2e du championnat du Kosovo sur route
- 2024
  - 2e du championnat du Kosovo du contre-la-montre

### Classements mondiaux
| Année           | 2018 | 2019 | 2020 | 2021 |
| --------------- | ---- | ---- | ---- | ---- |
| UCI Europe Tour | 638e | 737e |      | 735e |